# Riera de Begues
La Riera de Begues neix a la collada del mateix nom a 475 metres d'altitud. Travessa el poble de Begues on rep per la dreta el Torrent de la Clota. Continua en direcció cap al poble d'Olesa de Bonesvalls fent al mateix temps de divisòria entre els massissos del Garraf i l'Ordal, a mesura que va rebent diversos afluents (torrent de Can Sadurní, de la Maçana, etc.) fins a rebre per la dreta el seu afluent principal a l'alçada del barri de l'Hospital d'Olesa, la riera d'Oleseta. A partir d'aquí ja segueix tot fent meandres entre les muntanyes calcàries travessant el terme d'Olivella en sentit nord-sud fins al terme de Sant Pere de Ribes, on conflueix amb la Riera de Ribes. En fortes pluges pot portar força cabal.